# Dahomey i olympiska sommarspelen 1972
Dahomey (nuvarande Benin) deltog med tre deltagare vid de olympiska sommarspelen 1972 i München. Ingen av landets deltagare erövrade någon medalj.